# Pil C
Pil C, pseudonimo di Lukáš Kajanovič (Partizánske, 19 aprile 1986), è un rapper slovacco.

## Biografia
Kajanovič ha iniziato a lavorare sotto lo pseudonimo di Pil C nel 2014, pubblicando il primo album in studio Hype, circa due anni dopo; lavoro con cui ha conseguito il 6º posto nella SK Albums. V rádiu hral Elán keď umrel Tupac, contenente l'estratto Silent Hill, è stato pubblicato nel 2017 e si è imposto in vetta alla graduatoria LP nazionale.
Darà vita ad una tournée d'oltreconfine e riceverà la sua prima nomination per il Radio Head Award al miglior album hip hop, rap o R&B nel 2019 attraverso l'album 2086, fermatosi al vertice della classifica slovacca e in 3ª posizione in quella della Repubblica Ceca. Odsudení na úspech, secondo disco prodotto sotto l'Universal Music Group e uscito nel 2021, ha trovato un successo simile al progetto precedente, trascorrendo tre settimane in testa alla SK Albums e giungendo in top five in suolo ceco.

## Discografia

### Album in studio
- 2016 – Hype
- 2017 – V rádiu hral Elán keď umrel Tupac
- 2019 – 2086
- 2021 – Odsudení na úspech
- 2023 – S láskou, Lukáš.
- 2024 – Vojna (con Luca Brassi10x)
- 2025 – Brat (con Luca Brassi10x)

### Singoli
- 2015 – Trippin (feat. Zayo & Dalyb)
- 2015 – Faded (con Delik e Special Beatz)
- 2015 – Pentflaus (con Yojo e Conspiracy Flat)
- 2015 – November (con Supa e Conspiracy Flat)
- 2015 – Epos
- 2015 – Vidim jak ich jebe (con Separ)
- 2016 – Peroxid
- 2016 – Lost
- 2016 – R.O.F.
- 2016 – Pompeje
- 2017 – My sme tu doma
- 2017 – Silent Hill (feat. Calin & Special Beatz)
- 2019 – RBMK (feat. Viktor Sheen)
- 2019 – Kariéra neni (con Cashanova Bulhar)
- 2019 – One Shot
- 2020 – Hawaii (con Ben Cristovao)
- 2020 – MP2
- 2020 – Bankroll (con Rollsout)
- 2021 – V podzemí freestyle (con Rytmus)
- 2021 – Chrome Hearts Freestyle
- 2022 – Bungee (con Rollsout e Dokkeytino)
- 2022 – Hydro (con Frayer Flexking e PinkPanter)
- 2022 – Testy (con Alan Murin e Separ)
- 2023 – Srdce na tvý dlani (con Adam Mišík)
- 2023 – MamaIDidIt (con Luca Brassi10x e Bwayne)
- 2024 – Vizionár (con Palermo e Erne100)